# Bahnhof Gambir

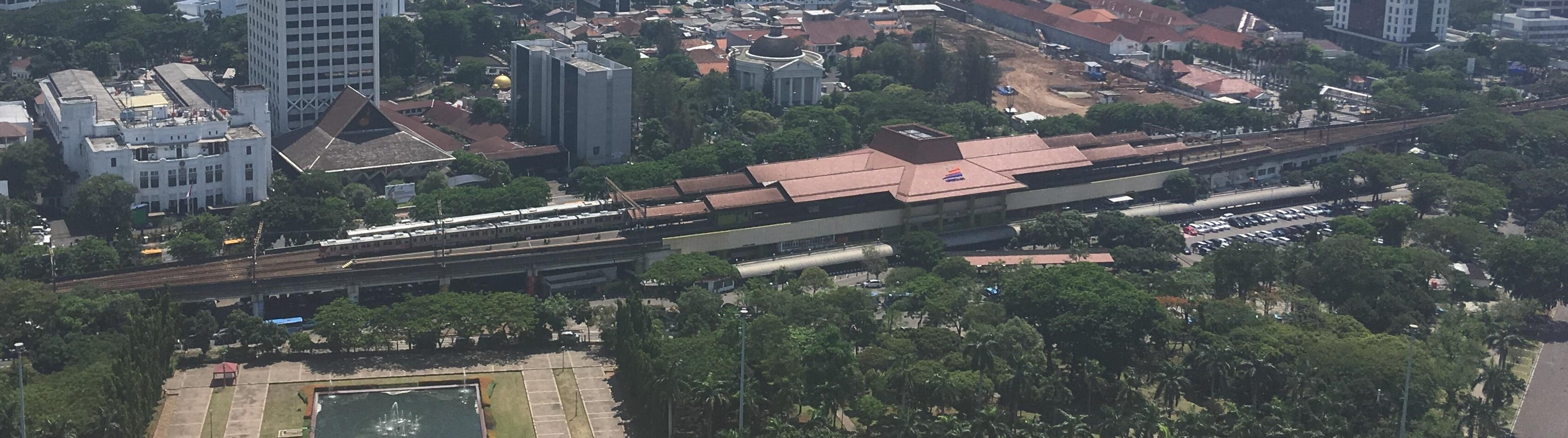
Ansicht vom Monumen Nasional (2018)

Der Bahnhof Gambir (indonesisch Stasiun Gambir) ist ein Bahnhof im Distrikt Gambir der indonesischen Hauptstadt Jakarta. Er befindet sich auf der Ostseite des Merdeka-Platzes und auf der Westseite des Hauptsitzes der Pramuka-Bewegung und der Immanuel-Kirche und wird von der Eisenbahngesellschaft Kereta Api Indonesia betrieben.

## Verkehr
Der Bahnhof Gambir dient als Endstation für die meisten Intercity-Züge, die über die Insel Java verkehren. Eine der wichtigsten Pendlerlinien Jakartas, die KRL Commuterline Bogor Line (nach Bogor), führt durch diesen Bahnhof, hält hier aber seit 2012 nicht mehr.